# كريس براون (لاعب كرة قدم)
كريس براون (بالإنجليزية: Chris Brown)‏ (11 ديسمبر 1984 بدونكاستر في المملكة المتحدة - ) هو لاعب كرة قدم بريطاني في مركز الهجوم. لعب مع بريستون نورث إيند وبلاكبيرن روفرز ونادي دونكاستر روفرز ونادي سندرلاند ونورويتش سيتي وهال سيتي.

## وصلات خارجية
- كريس براون على موقع قاعدة بيانات كرة القدم.إي يو (الإنجليزية)
- كريس براون على موقع Soccerbase.com (لاعب) (الإنجليزية)
- كريس براون على موقع Soccerway.com (الإنجليزية)
- كريس براون على موقع عالم كرة القدم.نت (الإنجليزية)